# Андреас Третнер
Андреас Третнер (на немски: Andreas Tretner) (р. 26 май 1959 г. в Гера, Тюрингия) е германски русист и българист, преводач на художествена литература. Удостоен с почетна грамота на Министерството на културата на Република България. 

## Биография
Андреас Третнер завършва висше образование като преводач от руски и български в Лайпцигския университет (1981). След това работи като преводач на технически документи за индустриално предприятие в Йена и като редактор за славянските литератури в лайпцигското издателство „Реклам“. Започва да превежда художествени творби през 1985 г. Днес Третнер живее като преводач на свободна практика в Берлин.
Андреас Третнер превежда проза и лирика от руски, български и чешки на немски. Член е на германския ПЕН център, на Асоциацията на германоезичните преводачи на художествена литература и научни трудове, както и на лайпциското преводаческо сдружение „Ферибот“. През 1998 г. получава наградата на Лайпцигския панаир на книгата за европейско разбирателство, а през 2001 г. – наградата „Паул Целан“.

### Преводи
- Борис Акунин:
  - Fandorin, Berlin 2001
  - Der Tod des Achilles, Berlin 2002
  - Der Tote im Salonwagen, Berlin 2004
- Анатолий Азолски: Die Zelle, Leipzig 1999
- Константин Вагинов: Bambocciade, Leipzig 1993
- Сергей Гандлевски: Warten auf Puschkin, Berlin 2006
- Марина Дурново: Mein Leben mit Daniil Charms, Köln 2010
- Die enterbte Generation, Leipzig 1994
- Александър Еткинд: Eros des Unmöglichen, Leipzig 1996
- Ангел Игов: Die Sanftmütigen, eta Verlag, 2019
- Христо Карастоянов: Teufelszwirn, Berlin 2012
- Михаил Кононов: Die nackte Pionierin, München 2003
- Димитър Коруджиев: Bevor gestorben wird, Klagenfurt 2003
- Виктор Пелевин:
  - Buddhas kleiner Finger, Berlin 1999
  - Die Dialektik der Übergangsperiode von Nirgendwoher nach Nirgendwohin, München 2004
  - Die Entstehung der Arten und andere Erzählungen, Leipzig 1995
  - Das fünfte Imperium, München 2009
  - Generation P, Berlin 2000
  - Das heilige Buch der Werwölfe, München 2006
  - Das Leben der Insekten, Leipzig 1997
  - Omom hintern Mond, Leipzig 1994
  - Der Schreckenshelm, Berlin 2005
  - Der Wasserturm, Berlin 2003
- Иван Радоев: Kugelblitz, Berlin 1987
- Владимир Сорокин:
  - 23000, Berlin 2010
  - Ljod, Berlin 2003
  - Der Schneesturm, Köln 2012
  - Der Tag des Opritschniks, Köln 2008
  - Der Zuckerkreml, Köln 2010
- Яхим Топол: Zirkuszone, Frankfurt, M. 2007 (заедно с Милена Ода)
- Даниил Хармс: Seltsame Seiten, Berlin 2009 (заедно с Алекзандер Ницберг)
- Михаил Шишкин:
  - Briefsteller, München 2012
  - Venushaar, München 2011

### Редакторска работа
- Йордан Радичков: Dem Herrgott vom Wagen gefallen, Leipzig 1987
- Das falsche Dasein, Leipzig 1990